# Eukarius Binder
Eukarius Binder, auch Eucharius Binder, Carius Binder oder Eucharius Kellermann genannt (* 2. Hälfte des 15. Jahrhunderts in Coburg?; † 27. Oktober 1527 in Salzburg), war ein Evangelist und Märtyrer der Täuferbewegung.

## Leben

Jan Luyken: Verbrennung Salzburger Täufer im Jahr 1528

Eukarius Binder stammte aus Coburg. Über seine Herkunft und Jugend existieren bislang keine näheren Angaben. Bekannt ist nur, dass er als Tischler seinen Lebensunterhalt verdiente und mit Ursula Nespitzer verheiratet war. Ursula Nespitzer war die Schwägerin des Augsburger Täuferführers Georg Nespitzer und des Täufers Thoma Paur.
Binder fand Kontakt zur thüringischen Täuferbewegung und wurde 1526 gemeinsam mit seiner Frau in einem Dorf in der Nähe von Coburg durch den bekannten Täuferführer Hans Hut getauft. Er gilt als einer der ersten Anhänger Hans Huts. Im Anschluss an seine Taufe begleitete er Hans Hut auf dessen Missionsreisen und gelangte mit ihm unter anderem nach Königsberg in Franken. Dort lebte Wolf Schreiner, ein Schwager Binders. In einer späteren unter Folter gemachten Aussage berichtete er, dass Eucharius mit drei weiteren Männern, darunter Johannes von Bibra [gemeint ist Hans Hut], gekommen seien und ihn nach einer Predigt getauft hätten und dass bald darauf alle anderen Anwesenden aus Königsberg und Umgebung seinem Beispiel gefolgt seien.
Von Königsberg aus wandte sich Binder nach Nürnberg und kurze Zeit später nach Augsburg. Hier war er im Februar 1527 Zeuge der Taufe Eitelhans Langenmantels. Vom 20. bis 24. August 1527 fand in Augsburg die sogenannte Märtyrersynode statt, an der auch Eukarius Binder als Mitglied der „Hut'schen Fraktion“ teilnahm. Am Ende der Synode stand die Aussendung von Missionaren, bei der täuferische Sendboten in genau umrissene Missionsregionen entsandt wurden. Binder erhielt gemeinsam mit Joachim Mertz den Auftrag, im Salzburger Land zu evangelisieren.
Sein Auftritt in Salzburg kann nicht von langer Dauer gewesen sein. Bereits im Oktober 1527 wurde er mit 37 anderen Täufern, unter ihnen auch der Salzburger Täuferprediger Hieronymus von Mondsee, verhaftet. Nach einigen Verhandlungen, bei denen Binder seine Glaubensansichten verteidigte, wurden die Gefangenen zum Tode verurteilt. Am 27. Oktober 1527 zündete man das Haus, in dem die Täufer inhaftiert waren, an. Binder und seine Glaubensgenossen verbrannten bei lebendigem Leibe. Johannes von Eck informierte in einem vom 26. November 1527 datierten Brief den Herzog Georg von Sachsen über die Salzburger Vorkommnisse.
Eukarius Binders Ehefrau Ursula war nach ihrer Verhaftung nach Augsburg gezogen. Sie wohnte dort bei ihrem Schwager Thoma Paur, einem Tagelöhner, und wohl auch kurzzeitig in Laugingen. Am 12. April 1528 besuchte sie einen täuferischen Ostergottesdienst in Augsburg, in dessen Verlauf alle Teilnehmer verhaftet und gefangen gesetzt wurden.

## Taufsukzession
Die Linie der Taufsukzession geht bei Eukarius Binder (? 1526) über Hans Hut (Pfingsten 1526) auf Hans Denck zurück. Eine Taufe Dencks durch Balthasar Hubmaier (Ostern 1525) gilt inzwischen als unsicher, die weitere Taufsukzession lässt sich darum nicht bestimmen. Die in Klammern gesetzten Daten bezeichnen das jeweilige Taufdatum. Belege dazu finden sich in den Biographieartikeln der erwähnten Personen.

## Werke (in Auswahl)
- Wir danken Gott von Herzen – ein Kirchenlied mit 11 Strophen, das zunächst als Flugblatt verteilt wurde und sich später in zwei hutterischen Gesangbüchern fand.[12] Auch im Ausbund ist unter der Nr. 35 dieses Lied vorhanden, wird dort jedoch irrtümlich Jörg Steinmetz zugerechnet.[4][13]